# Afromolorchus capensis
Afromolorchus capensis är en skalbaggsart som beskrevs av Friedrich F. Tippmann 1959. Afromolorchus capensis ingår i släktet Afromolorchus och familjen långhorningar. Inga underarter finns listade i Catalogue of Life.